# Младший лейтенант
Мла́дший лейтена́нт (третий лейтенант, фр. lieu tenant — заместитель, от lieu — место и tenant — занимающий) — первичное воинское звание младшего офицерского состава в вооружённых силах и специальное звание (как правило, с дополнением, пример: младший лейтенант полиции и так далее) в других «силовых» структурах (органах) в СССР и России.
В Вооружённых Силах СССР введено 5 августа 1937 года в качестве дополнения к постановлению ЦИК и СНК 1935 года о введении воинских званий. Ранее в Вооружённых Силах Союза ССР звание присваивалось выпускникам средних специальных учебных заведений, в военное время — выпускникам ускоренных курсов подготовки офицеров. Старшины, награждённые орденами Славы всех трех степеней, также удостаивались права на присвоение воинского звания младшего лейтенанта.
В 1960-е годы, в ВС Союза ССР, в связи  с нехваткой младших офицеров на первичные должности (ранее уволенных в запас, в период «хрущёвских» реформ), при военных училищах были созданы курсы по подготовке младших лейтенантов. К обучению на данных курсах, которое продолжалось 10 месяцев, привлекались изъявившие желание солдаты срочной службы, отслужившие более года и сверхсрочнослужащие. Также для выпускников данных курсов, получивших звание младший лейтенант, были созданы дополнительные курсы длительностью в три месяца, которые назывались «экстернат», по окончании которых присваивалось последующее воинское звание лейтенант.
Воинское звание младший лейтенант в ВС Российской Федерации присваивается:
- а) военнослужащему, окончившему курсы по подготовке младших офицеров (расформированы в 2006—2009 гг.), имеющему среднее общее образование, — по окончании указанного учебного заведения;
- б) гражданину (военнослужащему), не имеющему воинского звания офицера, имеющему среднее профессиональное образование, родственное соответствующей военно-учётной специальности, и поступившему на военную службу по контракту на воинскую должность, для которой штатом предусмотрено воинское звание офицера, — при назначении на соответствующую воинскую должность[5];
- в) военнослужащему, не имеющему воинского звания офицера, проходящему военную службу по контракту, имеющему среднее профессиональное образование, родственное соответствующей военно-учётной специальности, и назначенному на воинскую должность, для которой штатом предусмотрено воинское звание офицера, — при назначении на соответствующую воинскую должность;
- г) гражданину, пребывающему в запасе, не имеющему воинского звания офицера, имеющему среднее профессиональное образование, — по окончании военных сборов и после сдачи соответствующих зачётов;
- д) военнослужащему, не имеющему воинского звания офицера, проходящему военную службу по контракту в Службе внешней разведки Российской Федерации, Федеральной службе безопасности Российской Федерации, Федеральной службе охраны Российской Федерации или Службе специальных объектов при Президенте Российской Федерации, — в порядке, определённом руководителями указанных органов, по окончании подготовки по программе обучения в составе учебной группы или одновременно с поступлением на военную службу при условии последующей подготовки в течение первого года службы.
- е) военнослужащему, имевшему звание лейтенанта, после приказа (решения суда) о снижении в воинском звании.

Перед воинским званием военнослужащего, проходящего военную службу в гвардейской воинской части, на гвардейском корабле, добавляется слово «гвардии». К воинскому званию военнослужащего или гражданина, имеющего военно-учётную специальность юридического или медицинского профиля, добавляются соответственно слова «юстиции» или «медицинской службы». К воинскому званию гражданина, пребывающего в запасе или находящегося в отставке, добавляются соответственно слова «запаса» или «в отставке». Оклад по воинскому званию младший лейтенант в ВС России составляет 9500 рублей.
В ряде государств и стран — самое низшее звание младшего офицерского состава, предшествующее лейтенанту. В дореволюционной России этому званию соответствовал чин подпоручик. В русском военном жаргоне младшего лейтенанта сокращённо принято называть «мамлей».

## Образцы знаков различиямладшего лейтенанта(ОФ-1в) в ВС СССР и ВС Российской Федерации
| Воинское звание          | РККА СССР                   | РККА СССР                  | РККА СССР     | РККА СССР         | РККА СССР         | РККА СССР            | РККА СССР             | РККА СССР         | Советская Армия СССР      | Советская Армия СССР |
| ------------------------ | --------------------------- | -------------------------- | ------------- | ----------------- | ----------------- | -------------------- | --------------------- | ----------------- | ------------------------- | -------------------- |
| Петличный знак или погон |                             |                            |               |                   |                   |                      |                       |                   |                           |                      |
|                          |                             |                            |               |                   |                   |                      |                       |                   |                           |                      |
|                          | Командир взвода (1919—1924) | петличный знак (1924—1935) | … (1935—1943) | … БТВ (1935—1943) | … ВВС (1935—1943) | погон СВ (1943—1955) | … полевой (1943—1955) | … ВМФ (1943—1955) | … парадный СВ (1955—1991) | … BBC (1955—1991)    |

| Воинское звание       | Российская Федерация      | Российская Федерация                | Российская Федерация | Российская Федерация   | Российская Федерация            | Российская Федерация           | Российская Федерация                           | Российская Федерация  | Российская Федерация        | Российская Федерация    | Российская Федерация  | Российская Федерация | Российская Федерация |
| --------------------- | ------------------------- | ----------------------------------- | -------------------- | ---------------------- | ------------------------------- | ------------------------------ | ---------------------------------------------- | --------------------- | --------------------------- | ----------------------- | --------------------- | -------------------- | -------------------- |
| Погон нарукавный знак |                           |                                     |                      |                        |                                 |                                |                                                |                       |                             |                         |                       |                      |                      |
|                       | Погон ВДВ, КВ (1994—2010) | … пaрадный ВВС, ВДВ, КВ (1994—2010) | … ВВС (1994—2010)    | … СВ, РВСН (1994—2010) | … пaрадный СВ, РВСН (1994—2010) | … повседневный ВМФ (1994—2010) | … повседневный к белой рубашке ВМФ (1994—2010) | … полевой (1994—2010) | … повседневный ВМФ (с 2010) | … парадный ВМФ (с 2010) | … нарукавный знак ВМФ | … полиции СМВЧ       | … ВB МВД             |

Звезда на погоне крепится на 45 мм от внешнего края погона (на иллюстрации — низ), прямо на середине просвета.
| Младшее войсковое звание: Старший прапорщик | Младший лейтенант | Старшее войсковое звание: Лейтенант |

## Образцы знаков различия младшего лейтенанта в ВС других стран
| Знаки различия «Младший лейтенант» (ОФ-1в) |                             |                             |                             |                                             |                                             |                                             |                                              |                        |                                              |                                         |
| страна                                     | Болгария                    | Болгария                    | Болгария                    | ГДР                                         | ГДР                                         | ГДР                                         | Румыния                                      | Чехословакия           | Венгрия                                      | Югославия                               |
| погон или нарукавный знак                  |                             |                             |                             |                                             |                                             |                                             | ru: Просьба изготовить и поместить картинку! |                        | ru: Просьба изготовить и поместить картинку! |                                         |
| Вид ВС                                     | Сухопутные войска           | ВВС                         | ВМФ                         | Сухопутные войска                           | Фольксмарине                                | Фольксмарине                                | Сухопутные войска                            | Армия                  | Сухопутные войска                            | Армия                                   |
| оригинальное название                      | Младший лейтенант (до 2010) | Младший лейтенант (до 2010) | Младший лейтенант (до 2010) | Унтер-лейтенант (Unterleutnant) (1956—1990) | Унтер-лейтенант (Unterleutnant) (1956—1990) | Унтер-лейтенант (Unterleutnant) (1956—1990) | Sublocotenent (ок. 1960—1992)                | Podporučík (1960—1992) | Alhadnagy (1951—1990)                        | Potporučník/Potporućnik (ок. 1960—1992) |